# Manchester United F.C. mùa giải 2013–14
Mùa giải 2013-14 của câu lạc bộ bóng đá Manchester United là mùa giải thứ 22 ở Premier League, và mùa giải thứ 39 liên tiếp của họ ở bóng đá Anh.
David Moyes bắt đầu mùa giải là huấn luyện viên mới của United sau khi tiếp quản từ Sir Alex Ferguson, người đã nghỉ hưu sau 27 năm phụ trách. Ông đã thực sự được công bố là người huấn luyện viên mới của câu lạc bộ trước khi kết thúc mùa giải trước, nhưng không chính thức tiếp quản cho đến ngày 1 tháng 7 năm 2013.
Mặc dù chiến thắng FA Community Shield, United đã nhanh chóng cạnh tranh khốc liệt trong các giải đấu và chịu đựng một số kết quả tồi tệ nhất của họ kể từ cuối những năm 1980. Vào tháng Giêng, United đã bị đánh bật ra khỏi hai cúp trong nước của họ, bị loại khỏi Cup FA bởi rào cản đầu tiên mang tên Swansea City, cũng như ở bán kết của League Cup, sau khi bị đánh bại trên chấm phạt đền bởi Sunderland.
Tình trạng của United có vẽ tốt hơn ở đấu trường châu Âu, đứng đầu bảng đấu ở vòng bảng. Họ phải chịu đựng một thất bại khi để thua Olympiacos trong trận lượt đi của vòng 16, nhưng đã vượt qua khó khăn trong trận lượt về với tỷ số 3-0. Cuối cùng, United bị loại ở vòng tứ kết vào tháng Tư, Bayern Munich đánh bại họ 4-2 chung cuộc.
Ngày 22 tháng 4 năm 2014, với bốn trận đấu còn lại, Moyes đã bị sa thải, chưa đầy một năm vào hợp đồng sáu năm của mình. Trận đấu cuối cùng, hai ngày trước đó, đã kết thúc trong thất bại 2-0 tại câu lạc bộ cũ của mình là Everton. Khi đó, cầu thủ Ryan Giggs được đặt trọng trách lãnh đạo United cho các trận còn lại của United, United có thêm được bảy điểm. Kết thúc giải đấu, United đứng vị trí thứ bảy thấp nhất của United từ năm 1990 và có nghĩa là họ đã bỏ lỡ giải đấu châu Âu lần đầu tiên kể từ năm 1989 (khi các câu lạc bộ bóng đá Anh vẫn còn bị cấm đấu trường châu Âu do thảm họa Heysel năm 1985). Lần cuối cùng bên ngoài lệnh cấm do kỷ nguyên Heysel, United đã bỏ lỡ một giải đấu châu Âu vào năm 1981.

## Bối cảnh
Đó là một giai đoạn thay đổi nhân viên của United. Trong tháng 5 năm 2013, Sir Alex Ferguson tuyên bố nghỉ hưu sau 26 năm phục vụ. Ông đã dành 13 danh hiệu Vô địch bóng đá Anh và 20 danh hiệu khác. Trước đó trong tháng 2 năm 2013, giám đốc điều hành David Gill đã chính thức nghỉ hưu sau 16 năm phục vụ, với 10 năm làm giám đốc điều hành. David Moyes, người đàn ông 50 tuổi, cựu huấn luyện viên Everton và cũng là một người Scotland như Ferguson, người đã tiếp quản huấn luyện viên United. Ed Woodward đã tiếp nhận giám đốc điều hành hàng đầu châu Mỹ, mặc dù trước đó ông vẫn giữ Phó giám đốc điều hành.
Moyes được quyền chỉ định trợ lý của mình tại United. Trong tháng 5 năm 2013, trợ lý HLV Mike Phelan và HLV thủ môn Eric Steele rời câu lạc bộ. HLV đội một là René Meulensteen rời câu lạc bộ một tháng sau đó. Trong vị trí của mình, Moyes đưa vào đội ngũ nhân viên từ Everton tham gia với mình vào tháng Bảy, bổ nhiệm Steve Round làm trợ lý, Chris Woods là HLV thủ môn và Jimmy Lumsden là huấn luyện viên đội 1. Trong tháng bảy, cầu thủ chạy cánh United là Ryan Giggs đã trở thành một cầu thủ kiêm trợ lý huấn luyện viên, trong khi cựu cầu thủ United và Everton là Phil Neville cũng đã được thêm vào ban huấn luyện.

## Giao hữu trước mùa giải
Kỳ giao hữu mùa bóng 2013-2014 là một Tour du đấu châu Á, Úc và châu Âu. Trước khin trở lại Old Trafford thi đấu giao hữu với Sevilla trong trận cầu tôn vinh Rio Ferdinand, người mà đã có 11 năm công hiến cho đội bóng..
| Ngày                     | Đối thủ             | H / A | Kết Quả F–A | Cầu thủ ghi bàn                                                | Số khán giả |
| ------------------------ | ------------------- | ----- | ----------- | -------------------------------------------------------------- | ----------- |
| ngày 13 tháng 7 năm 2013 | Thai All-Star XI    | N     | 0–1         |                                                                | 60,000      |
| 20 tháng 7 năm 2013      | A-League All Stars  | N     | 5–1         | Lingard (2) 11', 55', Welbeck (2) 34', 70', Van Persie 87'     | 83,127      |
| 23 tháng 7 năm 2013      | Yokohama F. Marinos | A     | 2–3         | Lingard 19', Tashiro 30' (o.g.)                                | 66,372      |
| 26 tháng 7 năm 2013      | Cerezo Osaka        | A     | 2–2         | Kagawa 54', Zaha 90+1'                                         | 44,856      |
| 29 tháng 7 năm 2013      | Kitchee             | N     | 5–2         | Welbeck 16', Smalling 22', Fábio 26', Januzaj 50', Lingard 80' | 40,000      |
| 6 tháng 8 năm 2013       | AIK                 | A     | 1–1         | Henríquez 68'                                                  | 30,012      |
| 9 tháng 8 năm 2013       | Sevilla             | H     | 1–3         | Valencia 64'                                                   | 43,000      |

## Siêu cúp anh/FA Community Shield
United bước vào mùa bóng 2013-2014 bằng trận đấu tranh siêu cúp anh với đối thủ là Wigan Athletic. Trận đấu đó là trận đấu đầu tiên của David Moyes cầm quân Manchester United, thi đấu tại sân Wembley vào ngày 11 tháng 8. United dành chiến thắng 2-0 nhờ cú đúp của Robin van Persie. Đó là danh hiệu đầu tiên cũng là cuối cùng của United dưới thời David Moyes.
| Ngày                | Đối thủ        | H / A | Kết quả F–A | Người ghi bàn          | Số khán giả |
| ------------------- | -------------- | ----- | ----------- | ---------------------- | ----------- |
| 11 tháng 8 năm 2013 | Wigan Athletic | N     | 2–0         | Van Persie (2) 6', 59' | 80,235      |

## Giải Ngoại Hạng Anh/Premier League
Chi tiết 38 trận đấu thuộc giải bóng đá Ngoại Hạng Anh mùa giải 2013-2014 của Manchester United.
| Ngày                 | Đối thủ              | H / A | Kết quả F–A | Cầu thủ ghi bàn                                       | Số khán giả | Giải đấu Vị trí |
| -------------------- | -------------------- | ----- | ----------- | ----------------------------------------------------- | ----------- | --------------- |
| 17 tháng 8 năm 2013  | Swansea City         | A     | 4–1         | Van Persie (2) 34', 72', Welbeck (2) 36', 90+2'       | 20,733      | 2nd             |
| 26 tháng 8 năm 2013  | Chelsea              | H     | 0–0         |                                                       | 75,032      | 4th             |
| 1 tháng 9 năm 2013   | Liverpool            | A     | 0–1         |                                                       | 44,411      | 7th             |
| 14 tháng 9 năm 2013  | Crystal Palace       | H     | 2–0         | Van Persie 45+1' (pen.), Rooney 81'                   | 75,170      | 5th             |
| 22 tháng 9 năm 2013  | Manchester City      | A     | 1–4         | Rooney 87'                                            | 47,156      | 8th             |
| 28 tháng 9 năm 2013  | West Bromwich Albion | H     | 1–2         | Rooney 57'                                            | 75,042      | 12th            |
| 5 tháng 10 năm 2013  | Sunderland           | A     | 2–1         | Januzaj (2) 55', 61'                                  | 45,426      | 9th             |
| 19 tháng 10 năm 2013 | Southampton          | H     | 1–1         | Van Persie 26'                                        | 75,220      | 8th             |
| 26 tháng 10 năm 2013 | Stoke City           | H     | 3–2         | Van Persie 43', Rooney 78', Hernández 80'             | 75,274      | 8th             |
| 2 tháng 11 năm 2013  | Fulham               | A     | 3–1         | Valencia 9', Van Persie 20', Rooney 22'               | 25,700      | 8th             |
| 10 tháng 11 năm 2013 | Arsenal              | H     | 1–0         | Van Persie 27'                                        | 75,138      | 5th             |
| 24 tháng 11 năm 2013 | Cardiff City         | A     | 2–2         | Rooney 15', Evra 45'                                  | 28,016      | 6th             |
| 1 tháng 12 năm 2013  | Tottenham Hotspur    | A     | 2–2         | Rooney (2) 32', 57' (pen.)                            | 35,884      | 8th             |
| 4 tháng 12 năm 2013  | Everton              | H     | 0–1         |                                                       | 75,210      | 9th             |
| 7 tháng 12 năm 2013  | Newcastle United     | H     | 0–1         |                                                       | 75,233      | 9th             |
| 15 tháng 12 năm 2013 | Aston Villa          | A     | 3–0         | Welbeck (2) 15', 18', Cleverley 52'                   | 42,682      | 8th             |
| 21 tháng 12 năm 2013 | West Ham United      | H     | 3–1         | Welbeck 26', Januzaj 36', Young 72'                   | 75,350      | 7th             |
| 26 tháng 12 năm 2013 | Hull City            | A     | 3–2         | Smalling 19', Rooney 26', Chester 66' (o.g.)          | 24,826      | 7th             |
| 28 tháng 12 năm 2013 | Norwich City         | A     | 1–0         | Welbeck 57'                                           | 26,851      | 6th             |
| 1 tháng 1 năm 2014   | Tottenham Hotspur    | H     | 1–2         | Welbeck 67'                                           | 75,265      | 7th             |
| 11 tháng 1 năm 2014  | Swansea City         | H     | 2–0         | Valencia 47', Welbeck 59'                             | 75,035      | 7th             |
| 19 tháng 1 năm 2014  | Chelsea              | A     | 1–3         | Hernández 78'                                         | 41,465      | 7th             |
| 28 tháng 1 năm 2014  | Cardiff City         | H     | 2–0         | Van Persie 6', Young 59'                              | 75,301      | 7th             |
| 1 tháng 2 năm 2014   | Stoke City           | A     | 1–2         | Van Persie 47'                                        | 26,547      | 7th             |
| 9 tháng 2 năm 2014   | Fulham               | H     | 2–2         | Van Persie 78', Carrick 80'                           | 74,966      | 7th             |
| 12 tháng 2 năm 2014  | Arsenal              | A     | 0–0         |                                                       | 60,021      | 7th             |
| 22 tháng 2 năm 2014  | Crystal Palace       | A     | 2–0         | Van Persie 62' (pen.), Rooney 68'                     | 24,571      | 7th             |
| 8 tháng 3 năm 2014   | West Bromwich Albion | A     | 3–0         | Jones 34', Rooney 65', Welbeck 82'                    | 26,184      | 6th             |
| 16 tháng 3 năm 2014  | Liverpool            | H     | 0–3         |                                                       | 75,225      | 7th             |
| 22 tháng 3 năm 2014  | West Ham United      | A     | 2–0         | Rooney (2) 8', 33'                                    | 34,237      | 7th             |
| 25 tháng 3 năm 2014  | Manchester City      | H     | 0–3         |                                                       | 75,203      | 7th             |
| 29 tháng 3 năm 2014  | Aston Villa          | H     | 4–1         | Rooney (2) 20', 45' (pen.), Mata 57', Hernández 90+1' | 75,368      | 7th             |
| 5 tháng 4 năm 2014   | Newcastle United     | A     | 4–0         | Mata (2) 39', 50', Hernández 64', Januzaj 90+3'       | 52,081      | 6th             |
| 20 tháng 4 năm 2014  | Everton              | A     | 0–2         |                                                       | 39,436      | 7th             |
| 26 tháng 4 năm 2014  | Norwich City         | H     | 4–0         | Rooney (2) 41' (pen.), 48' Mata (2) 63', 73'          | 75,208      | 7th             |
| 3 tháng 5 năm 2014   | Sunderland           | H     | 0–1         |                                                       | 75,347      | 7th             |
| 6 tháng 5 năm 2014   | Hull City            | H     | 3–1         | Wilson (2) 31', 61' Van Persie 86'                    | 75,341      | 7th             |
| 11 tháng 5 năm 2014  | Southampton          | A     | 1–1         | Mata 54'                                              | 31,372      | 7th             |

## FA Cup
United bước vào Cup FA ở vòng thứ ba với các câu lạc bộ khác Premier League và các câu lạc bộ hạng nhất Anh. Lễ bốc thăm diễn ra vào ngày 8 tháng 12 năm 2013, kết quả United chạm trán với Swansea City. Các trận diễn ra vào ngày 5 tháng 1 năm 2014. Swansea City thắng lần đầu tiên tại Old Trafford với tỷ số 1-2 và United bị loại khỏi giải đấu nà.
| Ngày               | Vòng   | Đối thủ      | H / A | Kết quả F–A | Cầu thủ ghi bàn | Số khán giả |
| ------------------ | ------ | ------------ | ----- | ----------- | --------------- | ----------- |
| 5 tháng 1 năm 2014 | Vòng 3 | Swansea City | H     | 1–2         | Hernández 16'   | 73,910      |

## League Cup
United lọt vào giải đấu này đến vòng bán kết khi lần lượt vượt qua các đội Liverpool, Norwich City, Stoke City. Đối thủ ở vòng bán kết là Sunderland. Họ đã danh chiến thắng 2–1 trên sân Ánh Sáng. Họ để thua United kết quả tương tự tại Old Trafford. Trong lượt sút Penalty, lần lượt Adnan Januzaj, Danny Welbeck, Phil Jones và Rafael đều sút hỏng; chỉ Darren Fletcher thực hiện thành công, trong khi đó Sunderland ghi được hai bàn và dành thắng lợi.
| Ngày                 | Vòng                  | Đối thủ      | H / A | Kết quả F–A         | Cầu thủ ghi bàn                                       | Số khán giả |
| -------------------- | --------------------- | ------------ | ----- | ------------------- | ----------------------------------------------------- | ----------- |
| 25 tháng 9 năm 2013  | Round 3               | Liverpool    | H     | 1–0                 | Hernández 46'                                         | 65,701      |
| 29 tháng 10 năm 2013 | Vòng 4 4              | Norwich City | H     | 4–0                 | Hernández (2) 20' (pen.), 54', Jones 88', Fábio 90+5' | 58,663      |
| 18 tháng 12 năm 2013 | Vòng 5                | Stoke City   | A     | 2–0                 | Young 62', Evra 78'                                   | 25,928      |
| 7 tháng 1 năm 2014   | Bán kết Lượt đầu tiên | Sunderland   | A     | 1–2                 | Vidić 51'                                             | 31,547      |
| 22 tháng 1 năm 2014  | Bán kết Lượt thứ hai  | Sunderland   | H     | 2–1 (a.e.t.) (1–2p) | Evans 37', Hernández 120+1'                           | 71,019      |

## UEFA Champions League
Kết quả chi tiết trong các bảng thống kê bên dưới.

### Vòng đấu bảng
Xem chi tiết bảng bên dưới.
| Ngày                 | Đối thủ          | H / A | Kết quả F–A | Cầu thủ ghi bàn                                                    | Số khán giả | Giải đấu Vị trí |
| -------------------- | ---------------- | ----- | ----------- | ------------------------------------------------------------------ | ----------- | --------------- |
| 17 tháng 9 năm 2013  | Bayer Leverkusen | H     | 4–2         | Rooney (2) 22', 70', Van Persie 59', Valencia 79'                  | 74,000      | 1st             |
| 2 tháng 10 năm 2013  | Shakhtar Donetsk | A     | 1–1         | Welbeck 18'                                                        | 51,555      | 1st             |
| 23 tháng 10 năm 2013 | Real Sociedad    | H     | 1–0         | I. Martínez 2' (o.g.)                                              | 74,654      | 1st             |
| 5 tháng 11 năm 2013  | Real Sociedad    | A     | 0–0         |                                                                    | 30,998      | 1st             |
| 27 tháng 11 năm 2013 | Bayer Leverkusen | A     | 5–0         | Valencia 22', Spahić 30' (o.g.), Evans 66', Smalling 77', Nani 88' | 29,412      | 1st             |
| 10 tháng 12 năm 2013 | Shakhtar Donetsk | H     | 1–0         | Jones 67'                                                          | 75,000      | 1st             |

| Đội               | Tr | T | H | B | BT | BB | HS | Đ  |
| ----------------- | -- | - | - | - | -- | -- | -- | -- |
| Manchester United | 6  | 4 | 2 | 0 | 12 | 3  | +9 | 14 |
| Bayer Leverkusen  | 6  | 3 | 1 | 2 | 9  | 10 | −1 | 10 |
| Shakhtar Donetsk  | 6  | 2 | 2 | 2 | 7  | 6  | +1 | 8  |
| Real Sociedad     | 6  | 0 | 1 | 5 | 1  | 10 | −9 | 1  |

### Vòng Knockout
Xem chi tiết bên dưới.
| Ngày                | Vòng                    | Đối thủ       | H / A | Kết quả F–A | Cầu thủ ghi bàn                   | Số khán giả |
| ------------------- | ----------------------- | ------------- | ----- | ----------- | --------------------------------- | ----------- |
| 25 tháng 2 năm 2014 | Vòng 1/16 Lượt đầu tiên | Olympiacos    | A     | 0–2         |                                   | 29,815      |
| 19 tháng 3 năm 2014 | Vòng 1/16 Lượt thứ hai  | Olympiacos    | H     | 3–0         | Van Persie 25' (pen.), 45+1', 51' | 74,662      |
| 1 tháng 4 năm 2014  | Tứ kết Lượt đầu tiên    | Bayern Munich | H     | 1–1         | Vidić 58'                         | 75,199      |
| 9 tháng 4 năm 2014  | Tứ kết Lượt thứ hai     | Bayern Munich | A     | 1–3         | Evra 57'                          | 67,300      |

## Thống kê
| Số áo | Vị trí | Tên cầu thủ       | League | League | FA Cup | FA Cup | League Cup | League Cup | Châu âu | Châu âu | Khác | Khác  | Tổng   | Tổng  | Thẻ phạt | Thẻ phạt |
| Số áo | Vị trí | Tên cầu thủ       | Apps   | Goals  | Apps   | Goals  | Apps       | Goals      | Apps    | Goals   | Apps | Goals | Apps   | Goals |          |          |
| ----- | ------ | ----------------- | ------ | ------ | ------ | ------ | ---------- | ---------- | ------- | ------- | ---- | ----- | ------ | ----- | -------- | -------- |
| 1     | GK     | David de Gea      | 37     | 0      | 0      | 0      | 4          | 0          | 10      | 0       | 1    | 0     | 52     | 0     | 1        | 0        |
| 2     | DF     | Rafael            | 18(1)  | 0      | 0      | 0      | 5          | 0          | 4       | 0       | 1    | 0     | 28(1)  | 0     | 6        | 0        |
| 3     | DF     | Patrice Evra      | 33     | 1      | 0      | 0      | 2(1)       | 1          | 8       | 1       | 1    | 0     | 44(1)  | 3     | 6        | 0        |
| 4     | DF     | Phil Jones        | 26     | 1      | 0      | 0      | 3(1)       | 1          | 6(2)    | 1       | 1    | 0     | 36(3)  | 3     | 8        | 0        |
| 5     | DF     | Rio Ferdinand     | 12(2)  | 0      | 1      | 0      | 1          | 0          | 7       | 0       | 0    | 0     | 21(2)  | 0     | 2        | 0        |
| 6     | DF     | Jonny Evans       | 17     | 0      | 1      | 0      | 4          | 1          | 3       | 1       | 0    | 0     | 25     | 2     | 0        | 0        |
| 8     | MF     | Anderson          | 2(2)   | 0      | 0      | 0      | 1(1)       | 0          | 0(1)    | 0       | 0(1) | 0     | 3(5)   | 0     | 0        | 0        |
| 8     | MF     | Juan Mata         | 14(1)  | 6      | 0      | 0      | 0          | 0          | 0       | 0       | 0    | 0     | 14(1)  | 6     | 0        | 0        |
| 10    | FW     | Wayne Rooney      | 27(2)  | 17     | 0      | 0      | 1(1)       | 0          | 9       | 2       | 0    | 0     | 37(3)  | 19    | 8        | 0        |
| 11    | MF     | Ryan Giggs        | 6(6)   | 0      | 0      | 0      | 2          | 0          | 6(1)    | 0       | 1    | 0     | 15(7)  | 0     | 4        | 0        |
| 12    | DF     | Chris Smalling    | 21(4)  | 1      | 1      | 0      | 3(1)       | 0          | 6(1)    | 1       | 0(1) | 0     | 31(7)  | 2     | 3        | 0        |
| 13    | GK     | Anders Lindegaard | 1      | 0      | 1      | 0      | 1          | 0          | 0       | 0       | 0    | 0     | 3      | 0     | 0        | 0        |
| 14    | FW     | Javier Hernández  | 6(18)  | 4      | 1      | 1      | 3(2)       | 4          | 2(3)    | 0       | 0    | 0     | 12(23) | 9     | 2        | 0        |
| 15    | DF     | Nemanja Vidić     | 23(2)  | 0      | 0      | 0      | 2          | 1          | 6       | 1       | 1    | 0     | 32(2)  | 2     | 6        | 2        |
| 16    | MF     | Michael Carrick   | 26(3)  | 1      | 0      | 0      | 2(1)       | 0          | 7       | 0       | 1    | 0     | 36(4)  | 1     | 6        | 0        |
| 17    | MF     | Nani              | 7(4)   | 0      | 0      | 0      | 1          | 0          | 1       | 1       | 0    | 0     | 9(4)   | 1     | 0        | 0        |
| 18    | MF     | Ashley Young      | 13(7)  | 2      | 0      | 0      | 2          | 1          | 2(6)    | 0       | 0    | 0     | 17(13) | 3     | 5        | 0        |
| 19    | FW     | Danny Welbeck     | 15(10) | 9      | 1      | 0      | 3(1)       | 0          | 4(1)    | 1       | 1    | 0     | 24(12) | 10    | 2        | 0        |
| 20    | FW     | Robin van Persie  | 18(3)  | 12     | 0      | 0      | 0          | 0          | 4(2)    | 4       | 1    | 2     | 23(5)  | 18    | 3        | 0        |
| 21    | FW     | Ángelo Henríquez  | 0      | 0      | 0      | 0      | 0          | 0          | 0       | 0       | 0    | 0     | 0      | 0     | 0        | 0        |
| 22    | DF     | Fábio             | 1      | 0      | 0(1)   | 0      | 0(1)       | 1          | 0       | 0       | 0    | 0     | 1(2)   | 1     | 0        | 1        |
| 23    | MF     | Tom Cleverley     | 18(4)  | 1      | 1      | 0      | 3          | 0          | 2(2)    | 0       | 1    | 0     | 25(6)  | 1     | 5        | 0        |
| 24    | MF     | Darren Fletcher   | 9(3)   | 0      | 1      | 0      | 1(2)       | 0          | 1(1)    | 0       | 0    | 0     | 12(6)  | 0     | 0        | 0        |
| 25    | MF     | Antonio Valencia  | 20(9)  | 2      | 1      | 0      | 2(1)       | 0          | 9(1)    | 2       | 0(1) | 0     | 32(12) | 4     | 7        | 1        |
| 26    | MF     | Shinji Kagawa     | 14(4)  | 0      | 1      | 0      | 2          | 0          | 6(2)    | 0       | 0(1) | 0     | 23(7)  | 0     | 1        | 0        |
| 27    | FW     | Federico Macheda  | 0      | 0      | 0      | 0      | 0          | 0          | 0       | 0       | 0    | 0     | 0      | 0     | 0        | 0        |
| 28    | DF     | Alexander Büttner | 5(3)   | 0      | 1      | 0      | 3          | 0          | 2(1)    | 0       | 0    | 0     | 11(4)  | 0     | 3        | 0        |
| 29    | FW     | Wilfried Zaha     | 0(2)   | 0      | 0      | 0      | 1          | 0          | 0       | 0       | 1    | 0     | 2(2)   | 0     | 0        | 0        |
| 30    | DF     | Guillermo Varela  | 0      | 0      | 0      | 0      | 0          | 0          | 0       | 0       | 0    | 0     | 0      | 0     | 0        | 0        |
| 31    | MF     | Marouane Fellaini | 12(4)  | 0      | 0      | 0      | 0          | 0          | 4(1)    | 0       | 0    | 0     | 16(5)  | 0     | 3        | 1        |
| 32    | MF     | Nick Powell       | 0      | 0      | 0      | 0      | 0          | 0          | 0       | 0       | 0    | 0     | 0      | 0     | 0        | 0        |
| 33    | FW     | Bébé              | 0      | 0      | 0      | 0      | 0          | 0          | 0       | 0       | 0    | 0     | 0      | 0     | 0        | 0        |
| 34    | MF     | Tom Lawrence      | 1      | 0      | 0      | 0      | 0          | 0          | 0       | 0       | 0    | 0     | 1      | 0     | 0        | 0        |
| 35    | MF     | Jesse Lingard     | 0      | 0      | 0      | 0      | 0          | 0          | 0       | 0       | 0    | 0     | 0      | 0     | 0        | 0        |
| 36    | DF     | Marnick Vermijl   | 0      | 0      | 0      | 0      | 0          | 0          | 0       | 0       | 0    | 0     | 0      | 0     | 0        | 0        |
| 38    | DF     | Michael Keane     | 0      | 0      | 0      | 0      | 0          | 0          | 0       | 0       | 0    | 0     | 0      | 0     | 0        | 0        |
| 39    | DF     | Tom Thorpe        | 0      | 0      | 0      | 0      | 0          | 0          | 0       | 0       | 0    | 0     | 0      | 0     | 0        | 0        |
| 40    | GK     | Ben Amos          | 0      | 0      | 0      | 0      | 0          | 0          | 0       | 0       | 0    | 0     | 0      | 0     | 0        | 0        |
| 42    | DF     | Tyler Blackett    | 0      | 0      | 0      | 0      | 0          | 0          | 0       | 0       | 0    | 0     | 0      | 0     | 0        | 0        |
| 44    | MF     | Adnan Januzaj     | 15(12) | 4      | 0(1)   | 0      | 3(1)       | 0          | 1(1)    | 0       | 0(1) | 0     | 19(16) | 4     | 8        | 0        |
| 45    | MF     | Davide Petrucci   | 0      | 0      | 0      | 0      | 0          | 0          | 0       | 0       | 0    | 0     | 0      | 0     | 0        | 0        |
| 47    | FW     | James Wilson      | 1      | 2      | 0      | 0      | 0          | 0          | 0       | 0       | 0    | 0     | 1      | 2     | 0        | 0        |
| 48    | FW     | Will Keane        | 0      | 0      | 0      | 0      | 0          | 0          | 0       | 0       | 0    | 0     | 0      | 0     | 0        | 0        |
| 50    | GK     | Sam Johnstone     | 0      | 0      | 0      | 0      | 0          | 0          | 0       | 0       | 0    | 0     | 0      | 0     | 0        | 0        |
| —     | –      | Own goals         | –      | 1      | –      | 0      | –          | 0          | –       | 2       | –    | 0     | –      | 3     | –        | –        |

Sources:

## Chuyển nhượng

### Chuyển đến
| Ngày                    | Vị trí | Tên               | Câu lạc bộ trước | Phí          |
| ----------------------- | ------ | ----------------- | ---------------- | ------------ |
| ngày 1 tháng 7 năm 2013 | DF     | Guillermo Varela  | Peñarol          | Undisclosed  |
| 2 tháng 9 năm 2013      | MF     | Marouane Fellaini | Everton          | 27.5 triệu £ |
| 2 tháng 9 năm 2013      | DF     | Saidy Janko       | FC Zürich        | Undisclosed  |
| 25 tháng 1 năm 2014     | MF     | Juan Mata         | Chelsea          | 37.1 triệu £ |

### Chuyển đi
| Ngày                | Vị trí | Tên                | Câu lạc bộ đến | Phí         |
| ------------------- | ------ | ------------------ | -------------- | ----------- |
| 1 tháng 7 năm 2013  | DF     | Reece Brown        | Released       | Free        |
| 1 tháng 7 năm 2013  | FW     | John Cofie         | Released       | Free        |
| 1 tháng 7 năm 2013  | DF     | Michele Fornasier  | Released       | Free        |
| 1 tháng 7 năm 2013  | MF     | Luke Giverin       | Released       | Free        |
| 1 tháng 7 năm 2013  | MF     | Luke Hendrie       | Released       | Free        |
| 1 tháng 7 năm 2013  | DF     | Luke McCullough    | Released       | Free        |
| 1 tháng 7 năm 2013  | FW     | Gyliano van Velzen | Released       | Free        |
| 1 tháng 7 năm 2013  | DF     | Frédéric Veseli    | Released       | Free        |
| 4 tháng 7 năm 2013  | MF     | Mats Møller Dæhli  | Molde FK       | Undisclosed |
| 20 tháng 8 năm 2013 | DF     | Scott Wootton      | Leeds United   | Undisclosed |
| 31 tháng 1 năm 2014 | DF     | Fábio              | Cardiff City   | Undisclosed |
| 31 tháng 1 năm 2014 | MF     | Ryan Tunnicliffe   | Fulham         | Undisclosed |
| 31 tháng 1 năm 2014 | MF     | Larnell Cole       | Fulham         | Undisclosed |
| 19 tháng 5 năm 2014 | MF     | Ryan Giggs         | Retired        | Retired     |

### Cho mượn
| Ngày đi              | Ngày về              | Vị trí | Tên cầu thủ       | Câu lạc bộ đến         |
| -------------------- | -------------------- | ------ | ----------------- | ---------------------- |
| 15 tháng 7 năm 2013  | 24 tháng 9 năm 2013  | MF     | Reece James       | Carlisle United        |
| 26 tháng 7 năm 2013  | 1 tháng 2 năm 2014   | MF     | Ryan Tunnicliffe  | Ipswich Town           |
| 17 tháng 8 năm 2013  | 17 tháng 11 năm 2013 | GK     | Sam Johnstone     | Yeovil Town            |
| 28 tháng 8 năm 2013  | 30 tháng 6 năm 2014  | FW     | Ángelo Henríquez  | Real Zaragoza          |
| 2 tháng 9 năm 2013   | 30 tháng 6 năm 2014  | MF     | Nick Powell       | Wigan Athletic         |
| 2 tháng 9 năm 2013   | 30 tháng 6 năm 2014  | FW     | Bébé              | Paços de Ferreira      |
| 2 tháng 9 năm 2013   | 30 tháng 6 năm 2014  | MF     | Davide Petrucci   | Royal Antwerp          |
| 2 tháng 9 năm 2013   | 30 tháng 6 năm 2014  | DF     | Marnick Vermijl   | N.E.C. Nijmegen        |
| 16 tháng 9 năm 2013  | 8 tháng 10 năm 2013  | FW     | Federico Macheda  | Doncaster Rovers       |
| 19 tháng 9 năm 2013  | 1 tháng 1 năm 2014   | MF     | Jesse Lingard     | Birmingham City        |
| 1 tháng 11 năm 2013  | 1 tháng 1 năm 2014   | DF     | Tyler Blackett    | Blackpool              |
| 15 tháng 11 năm 2013 | 1 tháng 1 năm 2014   | GK     | Ben Amos          | Carlisle United        |
| 21 tháng 11 năm 2013 | 31 tháng 12 năm 2013 | FW     | Federico Macheda  | Doncaster Rovers       |
| 28 tháng 11 năm 2013 | 1 tháng 2 năm 2014   | DF     | Michael Keane     | Derby County           |
| 28 tháng 11 năm 2013 | 31 tháng 1 năm 2014  | FW     | Tom Lawrence      | Carlisle United        |
| 28 tháng 11 năm 2013 | 1 tháng 1 năm 2014   | FW     | Will Keane        | Wigan Athletic         |
| 18 tháng 1 năm 2014  | 30 tháng 6 năm 2014  | MF     | Anderson          | Fiorentina             |
| 23 tháng 1 năm 2014  | 25 tháng 3 năm 2014  | MF     | Jack Barmby       | Hartlepool United      |
| 31 tháng 1 năm 2014  | 30 tháng 6 năm 2014  | FW     | Wilfried Zaha     | Cardiff City           |
| 31 tháng 1 năm 2014  | 30 tháng 6 năm 2014  | MF     | Charni Ekangamene | Carlisle United        |
| 31 tháng 1 năm 2014  | 30 tháng 6 năm 2014  | FW     | Sam Byrne         | Carlisle United        |
| 31 tháng 1 năm 2014  | 3 tháng 3 năm 2014   | DF     | Tom Thorpe        | Birmingham City        |
| 31 tháng 1 năm 2014  | 30 tháng 6 năm 2014  | DF     | Tyler Blackett    | Birmingham City        |
| 31 tháng 1 năm 2014  | 30 tháng 6 năm 2014  | FW     | Federico Macheda  | Birmingham City        |
| 31 tháng 1 năm 2014  | 30 tháng 6 năm 2014  | FW     | Tom Lawrence      | Yeovil Town            |
| 31 tháng 1 năm 2014  | 28 tháng 2 năm 2014  | GK     | Sam Johnstone     | Doncaster Rovers       |
| 31 tháng 1 năm 2014  | 30 tháng 6 năm 2014  | FW     | Will Keane        | Queens Park Rangers    |
| 31 tháng 1 năm 2014  | 28 tháng 2 năm 2014  | MF     | Jack Rudge        | Torquay United         |
| 27 tháng 2 năm 2014  | 30 tháng 6 năm 2014  | MF     | Jesse Lingard     | Brighton & Hove Albion |